# Речище (приток Цны)
Речище — река в России, протекает по Фировскому району Тверской области. Устье реки находится в 79 км по левому берегу реки Цна напротив деревни Лядины. Длина реки составляет 16 км.
На реке стоит деревня Речище Великооктябрьского сельского поселения.

## Данные водного реестра
По данным государственного водного реестра России относится к Балтийскому бассейновому округу, водохозяйственный участок реки — Шлина, речной подбассейн реки — Волхов. Относится к речному бассейну реки Нева (включая бассейны рек Онежского и Ладожского озера).
Код объекта в государственном водном реестре — 01040200112102000019839.